# مشاع 33 جهاد أباد (جهاد أباد كرمان)
مشاع 33 جهاد أباد (بالإنجليزية: Masha-ye 33 Jahadabad)‏ هي منطقة سكنية تقع في إيران في البلدة المركزية. يقدر عدد سكانها بـ 25 نسمة .